# Första varningen
Första varningen är ett drama från 1892 av August Strindberg. Skådespelet var antaget till Dramaten redan samma år, men kom inte att sättas upp, vilket enligt författaren berodde på att det ”boycottades af de spelande såsom förment omoraliskt”. Urpremiären blev i stället på Residenztheater i Berlin, den 22 januari  1893 under titeln Herbstzeichen. Samma år trycktes pjäsen såväl i Tyskland som Sverige. 
Första varningen är en enaktare, rubricerad som komedi, som utspelar sig i Tyskland. Som många andra dramer av Strindberg handlar det om ett olyckligt äktenskap, präglat av svartsjuka och misstänksamhet. Huvudpersonerna är ett gift par och en flicka på femton år.